# Beşiktaş Jimnastik Kulübü 2022-2023
Questa voce raccoglie le informazioni riguardanti il Beşiktaş Jimnastik Kulübü nelle competizioni ufficiali della stagione 2022-2023.

## Maglie e sponsor
Per la stagione 2022-2023, lo sponsor tecnico è Adidas, mentre il main sponsor sulle maglie è Rain.
|  | 1ª divisa | 2ª divisa | 3ª divisa |

## Rosa
| N. |                                 | Ruolo | Calciatore             |
| -- | ------------------------------- | ----- | ---------------------- |
| 1  | Turchia (bandiera)              | P     | Ersin Destanoğlu       |
| 2  | Francia (bandiera)              | D     | Valentin Rosier        |
| 3  | Turchia (bandiera)              | D     | Tayyib Sanuç           |
| 4  | Turchia (bandiera)              | D     | Onur Bulut             |
| 4  | Spagna (bandiera)               | D     | Javi Montero           |
| 5  | Brasile (bandiera)              | C     | Josef                  |
| 6  | Gambia (bandiera)               | D     | Omar Colley            |
| 7  | Camerun (bandiera)              | C     | Georges-Kévin N'Koudou |
| 8  | Turchia (bandiera)              | C     | Salih Uçan             |
| 9  | Turchia (bandiera)              | A     | Cenk Tosun             |
| 10 | Camerun (bandiera)              | A     | Vincent Aboubakar      |
| 10 | Paesi Bassi (bandiera)          | A     | Wout Weghorst          |
| 11 | Inghilterra (bandiera)          | A     | Dele Alli              |
| 13 | Canada (bandiera)               | C     | Atiba Hutchinson       |
| 14 | Turchia (bandiera)              | C     | Emrecan Uzunhan        |
| 15 | Inghilterra (bandiera)          | A     | Nathan Redmond         |
| 17 | Turchia (bandiera)              | C     | Kerem Atakan Kesgin    |
| 18 | Algeria (bandiera)              | A     | Rachid Ghezzal         |
| 19 | Bosnia ed Erzegovina (bandiera) | C     | Amir Hadžiahmetović    |
| 20 | Turchia (bandiera)              | C     | Necip Uysal            |
| 21 | Turchia (bandiera)              | C     | Emirhan Delibaş        |

| N. |                           | Ruolo | Calciatore        |
| -- | ------------------------- | ----- | ----------------- |
| 22 | Turchia (bandiera)        | C     | Berkay Vardar     |
| 23 | Brasile (bandiera)        | D     | Welinton          |
| 25 | RD del Congo (bandiera)   | D     | Arthur Masuaku    |
| 26 | Marocco (bandiera)        | D     | Romain Saïss      |
| 30 | Stati Uniti (bandiera)    | A     | Tyler Boyd        |
| 33 | Turchia (bandiera)        | C     | Oguzhan Akgün     |
| 34 | Turchia (bandiera)        | P     | Mert Günok        |
| 35 | Turchia (bandiera)        | A     | Semih Kılıçsoy    |
| 36 | Turchia (bandiera)        | D     | Aytuğ Batur Kömeç |
| 40 | RD del Congo (bandiera)   | A     | Jackson Muleka    |
| 41 | Turchia (bandiera)        | C     | Kartal Yılmaz     |
| 44 | Romania (bandiera)        | C     | Alexandru Maxim   |
| 68 | Turchia (bandiera)        | C     | Demir Ege Tıknaz  |
| 74 | Turchia (bandiera)        | P     | Göktuğ Baytekin   |
| 77 | Turchia (bandiera)        | D     | Umut Meraş        |
| 83 | Portogallo (bandiera)     | C     | Gedson Fernandes  |
| 88 | Turchia (bandiera)        | D     | Tayfur Bingöl     |
| 92 | Turchia (bandiera)        | C     | Necati Bilgiç     |
| 99 | Turchia (bandiera)        | P     | Emre Bilgin       |
| -- | Costa d'Avorio (bandiera) | D     | Badra Cisse       |

## Calciomercato

### Sessione estiva
| Acquisti | Acquisti            | Acquisti         | Acquisti                             |
| R.       | Nome                | da               | Modalità                             |
| -------- | ------------------- | ---------------- | ------------------------------------ |
| C        | Gedson Fernandes    | Benfica          | acquisto definitivo (6 milioni €)    |
| D        | Valentin Rosier     | Sporting         | acquisto definitivo (4,8 milioni €)  |
| A        | Jackson Muleka      | Standard Liegi   | acquisto definitivo (3,35 milioni €) |
| D        | Emrecan Uzunhan     | İstanbulspor     | acquisto definitivo (2 milioni €)    |
| D        | Tayyib Sanuç        | Adana Demirspor  | acquisto definitivo (1,5 milioni €)  |
| C        | Kerem Atakan Kesgin | Sivasspor        | acquisto definitivo (1,4 milioni €)  |
| A        | Nathan Redmond      | Southampton      | acquisto definitivo (gratuito)       |
| D        | Romain Saïss        | Wolverhampton    | acquisto definitivo (gratuito)       |
| A        | Cenk Tosun          | Everton          | acquisto definitivo (gratuito)       |
| C        | Dele Alli           | Everton          | -                                    |
| A        | Wout Weghrost       | Burnley          | prestito (30.6.2023)                 |
| D        | Arthur Masuaku      | West Ham Utd     | prestito (30.6.2023)                 |
| D        | Tayfur Bingöl       | Alanyaspor       | prestito (30.6.2023)                 |
| C        | Salih Uçan          | Başakşehir       | fine prestito (30.6.2022)            |
| C        | Kartal Yılmaz       | Ümraniyespor     | fine prestito (30.6.2022)            |
| A        | Tyler Boyd          | Çaykur Rizespor  | fine prestito (30.6.2022)            |
| A        | Ajdin Hasić         | Ümraniyespor     | fine prestito (30.6.2022)            |
| A        | Atakan Üner         | Ümraniyespor     | fine prestito (30.6.2022)            |
| C        | Abdullah Aydin      | Menemenspor      | fine prestito (30.6.2022)            |
| D        | Bilal Ceylan        | Çankaya          | fine prestito (30.6.2022)            |
| P        | Utku Yuvakuran      | Karagümrük       | fine prestito (30.6.2022)            |
| C        | Atamer Bilgin       | Somaspor         | fine prestito (30.6.2022)            |
| A        | Oğuzhan Akgün       | Ergene Velimeşe  | fine prestito (30.6.2022)            |
| D        | Alpay Çelebi        | Kocaelispor      | fine prestito (30.6.2022)            |
| D        | Halil Duman         | Kızılcabölükspor | fine prestito (30.6.2022)            |
| A        | İlkay İşler         | Hendekspor       | fine prestito (30.6.2022)            |

| Cessioni | Cessioni         | Cessioni               | Cessioni                            |
| R.       | Nome             | a                      | Modalità                            |
| -------- | ---------------- | ---------------------- | ----------------------------------- |
| C        | Emirhan İlkhan   | Torino                 | cessione definitiva (4,5 milioni €) |
| D        | Rıdvan Yılmaz    | Rangers Glasgow        | cessione definitiva (4 milioni €)   |
| D        | Serdar Saatçı    | Braga                  | cessione definitiva (1,5 milioni €) |
| A        | Cyle Larin       | Bruges                 | cessione definitiva (gratuita)      |
| A        | Güven Yalçın     | Genoa                  | cessione definitiva (gratuita)      |
| C        | Alex Teixeira    | Vasco da Gama          | cessione definitiva (gratuita)      |
| D        | Domagoj Vida     | AEK Atene              | cessione definitiva (gratuita)      |
| A        | Kenan Karaman    | Schalke 04             | cessione definitiva (gratuita)      |
| A        | Gökhan Töre      | Adana Demirspor        | cessione definitiva (gratuita)      |
| D        | Alpay Çelebi     | Kocaelispor            | cessione definitiva (gratuita)      |
| A        | Jeremain Lens    | Versailles             | cessione definitiva (gratuita)      |
| A        | İlkay İşler      | Düzcespor              | cessione definitiva (gratuita)      |
| D        | Halil Duman      | Isparta 32             | cessione definitiva (gratuita)      |
| C        | Atamer Bilgin    | Etimesgut Belediyespor | ?                                   |
| C        | Kartal Yılmaz    | Ümraniyespor           | prestito (30.6.2023)                |
| A        | Ajdin Hasić      | Göztepe                | prestito (30.6.2023)                |
| D        | Kerem Kalafat    | Çaykur Rizespor        | prestito (30.6.2023)                |
| A        | Atakan Üner      | Afjet Afyonspor        | prestito (30.6.2023)                |
| C        | Abdullah Aydin   | Keçiörengücü           | prestito (30.6.2023)                |
| D        | Bilal Ceylan     | Nazilli Belediyespor   | prestito (30.6.2023)                |
| A        | Emirhan Delibaş  | Göztepe                | prestito (30.6.2023)                |
| C        | Adem Ljajić      |                        | svincolato                          |
| C        | Oğuzhan Özyakup  |                        | svincolato                          |
| D        | Fabrice N'Sakala |                        | svincolato                          |
| C        | Mehmet Topal     |                        | ritirato                            |
| D        | Douglas          |                        | svincolato                          |
| A        | Michy Batshuayi  | Chelsea                | fine prestito (30.6.2022)           |
| C        | Miralem Pjanić   | Barcellona             | fine prestito (30.6.2022)           |
| D        | Valentin Rosier  | Sporting               | fine prestito (30.6.2022)           |
| C        | Can Bozdoğan     | Schalke 04             | fine prestito (30.6.2022)           |

### Sessione invernale
| Acquisti         | Acquisti            | Acquisti    | Acquisti                   |
| R.               | Nome                | da          | Modalità                   |
| ---------------- | ------------------- | ----------- | -------------------------- |
| C                | Amir Hadžiahmetović | Konyaspor   | definitivo (3,2 milioni €) |
| D                | Omar Colley         | Sampdoria   | definitivo (2,3 milioni €) |
| D                | Onur Bulut          | Kayserispor | definitivo (1 milione €)   |
| A                | Vincent Aboubakar   | Al-Nassr    | definitivo                 |
| Altre operazioni |                     |             |                            |
| R.               | Nome                | da          | Modalità                   |
| C                | Alexandru Maxim     | Gaziantep   | prestito                   |
| C                | Emre Yildiz         | Elazığspor  | fine prestito              |

| Cessioni         | Cessioni        | Cessioni    | Cessioni      |
| R.               | Nome            | a           | Modalità      |
| ---------------- | --------------- | ----------- | ------------- |
| D                | Javi Montero    | Amburgo     | prestito      |
| D                | Emrecan Uzunhan | Antalyaspor | prestito      |
| A                | Oguzhan Akgün   | Sakaryaspor | prestito      |
| C                | Souza           |             | svincolato    |
| C                | Tyler Boyd      |             | svincolato    |
| Altre operazioni |                 |             |               |
| R.               | Nome            | a           | Modalità      |
| A                | Wout Weghorst   | Burnley     | fine prestito |

## Risultati

### Süper Lig
| Arbitro: | Öztürk |

|               |           |  |
| Ghezzal 90+6’ | Marcatori |  |

| Arbitro: | Kol |

|                                                        |           |                                         |
| Bekiroğlu 45+3’ Saïss 81’ (aut.) Candeias 90+2’ (rig.) | Marcatori | 3’ N'Koudou 20’ Uçan 31’ (rig.) Ghezzal |

| Arbitro: | Kardeşler |

|                                                 |           |            |
| Weghorst 17’ N'Koudou 34’ Muleka 50’ Rosier 90’ | Marcatori | 53’ Diagne |

| Arbitro: | Bayarslan |

|                                    |           |          |
| Muleka 12’ Weghorst 29’ Muleka 41’ | Marcatori | 86’ Saba |

| Arbitro: | Kalkavan |

|                         |           |                                         |
| Beridze 26’ Beridze 47’ | Marcatori | 30’ Muleka 35’ Alli 74’ (rig.) N'Koudou |

| Arbitro: | Meler |

|  |           |            |
|  | Marcatori | 71’ Traoré |

| Arbitro: | Küçük |

|                                 |           |                          |
| Destanoğlu 26’ (aut.) Yaşar 86’ | Marcatori | 8’ N'Koudou 39’ Weghorst |

| Istanbul 2 ottobre 2022, ore 20:00 UTC+3 8ª giornata | Beşiktaş  | 0 – 0 referto | Fenerbahçe | Vodafone Park\| Arbitro: \| Bayarslan \| |
| Arbitro:                                             | Bayarslan |               |            |                                          |

| Arbitro: | Uğurlu |

|  |           |           |
|  | Marcatori | 34’ Sanuç |

| Arbitro: | Şansalan |

|                                     |           |                         |
| Stryger Larsen 29’ (aut.) Tosun 70’ | Marcatori | 11’ Gómez 36’ Trézéguet |

| Arbitro: | Sağlam |

|                       |           |             |
| Zé Luís 50’ Kanak 90’ | Marcatori | 1’ Weghorst |

| Arbitro: | Numanoğlu |

|                                                               |           |                           |
| Tosun 5’ (rig.) Weghorst 33’ Sanuç 48’ Tosun 62’ Weghorst 78’ | Marcatori | 45’ Del Valle 57’ Avounou |

| Arbitro: | Meler |

|                       |           |           |
| Icardi 18’ Icardi 59’ | Marcatori | 28’ Tosun |

| Arbitro: | Karaoğlan |

|                |           |              |
| Figueiredo 71’ | Marcatori | 86’ Weghorst |

| Arbitro: | Şansalan |

|             |           |  |
| Masuaku 14’ | Marcatori |  |

| Arbitro: | Küçük |

|                          |           |           |
| Tosun 28’ Weghorst 45+6’ | Marcatori | 69’ Engin |

| Arbitro: | Bitigen |

|                 |           |                       |
| Günok 1’ (aut.) | Marcatori | 67’ Tosun 90+5’ Josef |

| Istanbul 26 febbraio 2023, ore 19:00 UTC+3 14ª giornata | Beşiktaş | 0 – 0 referto | Antalyaspor | Vodafone Park (? spett.)\| Arbitro: \| Bitigen \| |
| Arbitro:                                                | Bitigen  |               |             |                                                   |

| Arbitro: | Kalkavan |

|  |           |                     |
|  | Marcatori | 2’ Redmond 42’ Uçan |

| Arbitro: | Uğurlu |

|                                     |           |  |
| Tosun 20’ (rig.) Tosun 50’ Alli 59’ | Marcatori |  |

| Arbitro: | Şansalan |

|            |           |           |
| Ozdoev 48’ | Marcatori | 33’ Tosun |

| Arbitro: | Küçük |

|          |           |  |
| Sáiz 23’ | Marcatori |  |

| Arbitro: | Bayarslan |

|                        |           |          |
| Uçan 39’ Aboubakar 54’ | Marcatori | 52’ Sowe |

| Arbitro: | Kalkavan |

|  |           |                           |
|  | Marcatori | 15’ Aboubakar 55’ Masuaku |

| Arbitro: | Şansalan |

|                                       |           |            |
| Tosun 42’ Aboubakar 56’ Redmond 90+3’ | Marcatori | 70’ Lokilo |

| Arbitro: | Meler |

|                                   |           |                                                 |
| Valencia 41’ (rig.) Kahveci 90+5’ | Marcatori | 58’ Tosun 62’ Tosun 75’ Redmond 90+1’ Aboubakar |

| Arbitro: | Karaoğlan |

|                                                  |           |           |
| Aboubakar 39’ (rig.) Aboubakar 45+5’ Redmond 54’ | Marcatori | 21’ Bajić |

| Trebisonda 16 aprile 2023, ore 20:30 UTC+3 29ª giornata | Trabzonspor | 0 – 0 referto | Beşiktaş | Medical Park Arena (27.556 spett.)\| Arbitro: \| Bayarslan \| |
| Arbitro:                                                | Bayarslan   |               |          |                                                               |

| 19 aprile 2023 30ª giornata | Beşiktaş | 3 – 0 (tav.) referto | Hatayspor |  |

| Arbitro: | Aydin |

|  |           |                           |
|  | Marcatori | 25’ Redmond 71’ Aboubakar |

| Arbitro: | Şansalan |

|                                              |           |            |
| Saïss 35’ Hadžiahmetović 59’ Aboubakar 90+4’ | Marcatori | 20’ Icardi |

| Arbitro: | Kalkavan |

|            |           |                                       |
| Toprak 32’ | Marcatori | 54’ Aboubakar 84’ Tosun 89’ Aboubakar |

| 17 maggio 2023 34ª giornata | Beşiktaş | 3 – 0 (tav.) referto | Gaziantep |  |

| Arbitro: | Kürsad Filiz |

|              |           |                                                         |
| Belhanda 19’ | Marcatori | 45+4’ Aboubakar 46’ Fernandes 72’ Tosun 90+5’ Aboubakar |

| 36ª giornata |  | – Riposo |  |  |

| Arbitro: | Bayarslan |

|                   |           |               |
| Kara 62’ Donk 86’ | Marcatori | 20’ Fernandes |

| Arbitro: | Öztürk |

|                                    |           |                                    |
| Fernandes 6’ Muleka 41’ Bingöl 62’ | Marcatori | 45+2’ Ülgün 47’ Emreli 50’ Pozuelo |

### Coppa di Turchia
Il Besiktas ha cominciato la sua partecipazione alla Coppa di Turchia dal quarto turno.

#### Quarto turno
| Arbitro: | Doman |

|                               |           |  |
| Redmond 5’ Muleka 9’ Alli 34’ | Marcatori |  |

Con la vittoria per 3-1 sul Serik, il Beşiktaş si è qualificato per il quinto turno di Coppa di Turchia.

#### Quinto turno
| Arbitro: | Pakkan |

|                                               |           |                      |
| Tosun 67’ Tosun 70’ N'Koudou 73’ Weghorst 85’ | Marcatori | 9’ Rüzgar 15’ Rüzgar |

Con la vittoria per 4-2 sul Sanliurfaspor, il Beşiktaş si è qualificato per gli ottavi di finale di Coppa di Turchia.

#### Ottavi di finale
| Arbitro: | Saka |

|                              |                      |                                         |
| Sowe 12’                     | Marcatori            | 77’ Tosun                               |
| Ciğerci Sowe Marlon Pedrinho | Tiri di rigore 4 – 3 | Saïss Hutchinson Kesgin Redmond Masuaku |

Con la sconfitta subita ai calci di rigore contro l'Ankaragücü, il Beşiktaş è stato eliminato dalla Coppa di Turchia agli ottavi di finale.

## Statistiche

### Statistiche di squadra
| Competizione     | Punti | In casa | In casa | In casa | In casa | In casa | In casa | In trasferta | In trasferta | In trasferta | In trasferta | In trasferta | In trasferta | Totale | Totale | Totale | Totale | Totale | Totale | DR  |
| Competizione     | Punti | G       | V       | N       | P       | Gf      | Gs      | G            | V            | N            | P            | Gf           | Gs           | G      | V      | N      | P      | Gf     | Gs     | DR  |
| ---------------- | ----- | ------- | ------- | ------- | ------- | ------- | ------- | ------------ | ------------ | ------------ | ------------ | ------------ | ------------ | ------ | ------ | ------ | ------ | ------ | ------ | --- |
| Süper Lig        | 78    | 18      | 14      | 3       | 1       | 41      | 15      | 18           | 10           | 5            | 3            | 37           | 21           | 36     | 24     | 8      | 4      | 78     | 36     | +42 |
| Coppa di Turchia | -     | 2       | 2       | 0       | 0       | 7       | 3       | 1            | 0            | 1            | 0            | 1            | 1            | 3      | 2      | 1      | 0      | 8      | 4      | +4  |
| Totale           | -     | 20      | 16      | 3       | 1       | 48      | 18      | 19           | 10           | 6            | 3            | 38           | 22           | 39     | 26     | 9      | 4      | 86     | 40     | +46 |

### Statistiche individuali
Sono in corsivo i calciatori che hanno lasciato la società a stagione in corso.
| Giocatore         | Süper Lig | Süper Lig | Süper Lig   | Süper Lig  | Coppa di Turchia | Coppa di Turchia | Coppa di Turchia | Coppa di Turchia | Totale   | Totale | Totale      | Totale     |
| Giocatore         | Presenze  | Reti      | Ammonizioni | Espulsioni | Presenze         | Reti             | Ammonizioni      | Espulsioni       | Presenze | Reti   | Ammonizioni | Espulsioni |
| ----------------- | --------- | --------- | ----------- | ---------- | ---------------- | ---------------- | ---------------- | ---------------- | -------- | ------ | ----------- | ---------- |
| V. Aboubakar      | 16        | 13        | 3           | 0          | 0                | 0                | 0                | 0                | 16       | 13     | 3           | 0          |
| O. Akgün          | 0         | 0         | 0           | 0          | 1                | 0                | 0                | 0                | 1        | 0      | 0           | 0          |
| D. Alli           | 13        | 2         | 0           | 0          | 2                | 1                | 0                | 0                | 15       | 3      | 0           | 0          |
| E. Bilgin         | 2         | -3        | 0           | 0          | 1                | 0                | 0                | 0                | 3        | -3     | 0           | 0          |
| T. Bingöl         | 26        | 2         | 1           | 0          | 2                | 0                | 0                | 0                | 28       | 2      | 1           | 0          |
| O. Bulut          | 8         | 0         | 1           | 0          | 0                | 0                | 0                | 0                | 8        | 0      | 1           | 0          |
| O. Colley         | 10        | 0         | 4           | 0          | 0                | 0                | 0                | 0                | 10       | 0      | 4           | 0          |
| E. Destanoğlu     | 9         | -11       | 0           | 0          | 2                | -2               | 0                | 0                | 11       | -13    | 0           | 0          |
| G. Fernandes      | 33        | 3         | 6           | 0          | 3                | 0                | 0                | 0                | 36       | 3      | 6           | 0          |
| R. Ghezzal        | 11        | 2         | 0           | 0          | 0                | 0                | 0                | 0                | 11       | 2      | 0           | 0          |
| M. Günok          | 23        | -19       | 1           | 0          | 1                | -1               | 0                | 0                | 24       | -20    | 1           | 0          |
| A. Hadžiahmetović | 12        | 1         | 4           | 0          | 0                | 0                | 0                | 0                | 12       | 1      | 4           | 0          |
| A. Hutchinson     | 5         | 1         | 0           | 0          | 3                | 0                | 0                | 0                | 8        | 1      | 0           | 0          |
| Josef             | 10        | 1         | 3           | 1          | 0                | 0                | 0                | 0                | 10       | 1      | 3           | 1          |
| K. Karaman        | 2         | 0         | 0           | 0          | 0                | 0                | 0                | 0                | 2        | 0      | 0           | 0          |
| K.A. Kesgin       | 6         | 0         | 0           | 0          | 2                | 0                | 0                | 0                | 8        | 0      | 0           | 0          |
| S. Kılıçsoy       | 4         | 0         | 1           | 0          | 0                | 0                | 0                | 0                | 4        | 0      | 1           | 0          |
| A. Masuaku        | 31        | 3         | 8           | 0          | 1                | 0                | 0                | 0                | 32       | 3      | 8           | 0          |
| A. Maxim          | 11        | 0         | 1           | 0          | 0                | 0                | 0                | 0                | 11       | 0      | 1           | 0          |
| U. Meraş          | 15        | 0         | 0           | 0          | 3                | 0                | 0                | 0                | 18       | 0      | 0           | 0          |
| J. Muleka         | 29        | 4         | 2           | 0          | 3                | 1                | 1                | 0                | 32       | 5      | 3           | 0          |
| G.-K. N'Koudou    | 20        | 4         | 2           | 0          | 2                | 1                | 0                | 0                | 22       | 5      | 2           | 0          |
| N. Redmond        | 25        | 5         | 5           | 0          | 3                | 1                | 0                | 0                | 28       | 6      | 5           | 0          |
| V. Rosier         | 27        | 1         | 6           | 1          | 2                | 0                | 0                | 0                | 29       | 1      | 6           | 1          |
| R. Saïss          | 25        | 1         | 6           | 0          | 1                | 0                | 0                | 0                | 26       | 1      | 6           | 0          |
| T. Sanuç          | 20        | 2         | 1           | 0          | 2                | 0                | 0                | 0                | 22       | 2      | 1           | 0          |
| C. Tosun          | 32        | 15        | 5           | 1          | 2                | 3                | 0                | 0                | 34       | 18     | 5           | 1          |
| S. Uçan           | 29        | 3         | 6           | 0          | 3                | 0                | 0                | 0                | 32       | 3      | 6           | 0          |
| N. Uysal          | 21        | 0         | 2           | 0          | 3                | 0                | 0                | 0                | 24       | 0      | 2           | 0          |
| E. Uzunhan        | 3         | 0         | 2           | 1          | 3                | 0                | 1                | 0                | 6        | 0      | 3           | 1          |
| B. Vardar         | 4         | 0         | 2           | 0          | 0                | 0                | 0                | 0                | 4        | 0      | 2           | 0          |
| Welinton          | 14        | 0         | 7           | 1          | 1                | 0                | 0                | 0                | 15       | 0      | 7           | 1          |
| K. Yılmaz         | 3         | 0         | 0           | 0          | 0                | 0                | 0                | 0                | 3        | 0      | 0           | 0          |
| T. Boyd           | 1         | 0         | 0           | 0          | 0                | 0                | 0                | 0                | 1        | 0      | 0           | 0          |
| J. Montero        | 3         | 0         | 1           | 0          | 1                | 0                | 1                | 0                | 4        | 0      | 2           | 0          |
| W. Weghorst       | 16        | 8         | 1           | 0          | 2                | 1                | 0                | 0                | 18       | 9      | 1           | 0          |